# Eliezer Yudkowsky
Eliezer Shlomo Yudkowsky (né le 11 septembre 1979) est un blogueur et écrivain américain, créateur et promoteur du concept d'intelligence artificielle « amicale ».
Il doit en partie sa notoriété au succès de sa fanfiction Harry Potter et les Méthodes de la rationalité, inspirée de l'univers de Harry Potter, qui illustre des concepts venus des sciences cognitives et des théories de la rationalité.

## Biographie
Eliezer Yudkowsky est né en 1979 dans une famille juive orthodoxe. Il ne va pas au lycée et se forme en autodidacte. Il a obtenu un score parfait de 1600 au SAT, l'examen standardisé utilisé pour l'admission aux universités des États-Unis, étant ainsi l'un des 300 étudiants avec un score parfait sur les 1,7 million qui passent l'examen chaque année. Il choisit ensuite de créer le Singularity Institute for Artificial Intelligence (aujourd'hui Machine Intelligence Research Institute) et de commencer directement ses recherches en intelligence artificielle sans étudier à l'université.
Il habite près de Berkeley, dans la région de la baie de San Francisco (San Francisco Bay Area).

## Travaux
Yudkowsky se concentre sur la rationalité et l'intelligence artificielle, abordant des sujets tels que l'amélioration récursive (en), la théorie de la décision appliquée à des structures de motivation stables, et l'intelligence artificielle amicale:420. Ses travaux les plus récents portent sur les applications au paradoxe de Newcomb et à des problèmes analogues.
Yudkowsky a été, avec Robin Hanson, l'un des principaux contributeurs du blog Overcoming Bias, lequel a reçu le parrainage du Future of Humanity Institute de l'université d'Oxford. En février 2009, il a aidé à fonder LessWrong, un « blog collectif dédié à l'amélioration des outils de la rationalité »:37. LessWrong a reçu une critique détaillée dans Business Insider, et les concepts centraux en ont été analysés dans des articles du Guardian,. D'autre part, LessWrong a été mentionné dans des articles traitant de la singularité technologique et des travaux du Machine Intelligence Research Institute, ainsi que dans des articles sur des mouvements monarchistes et néo-réactionnaires en ligne.
Yudkowsky contribue à deux chapitres de Global Catastrophic Risks, un ouvrage publié par Nick Bostrom (philosophe à l'université d'Oxford) et Milan Ćirković.

### Fanfiction
Yudkowsky a aussi écrit plusieurs ouvrages de science-fiction ainsi que des textes moins classables. Sa vaste fanfiction, Harry Potter et les Méthodes de la rationalité, illustre des concepts venus des sciences cognitives et des théories de la rationalité:37,,,,,,, ; The New Yorker l'a décrite comme « une réécriture de l'histoire originale montrant Harry cherchant à expliquer la sorcellerie à l'aide de la méthode scientifique ».

### Interventions publiques
En mars 2023, Eliezer Yudkowsky signe une tribune dans le Time dans laquelle il appelle à la fermeture définitive des fermes d’élevage où les intelligences artificielles sont cultivées et entraînées,. 
Le 17 février 2024, interrogé par le Gardian qui le présente comme un « néo-luddite », Yudkowsky témoigne de son inquiétude que les développements de l'intelligence artificielle provoquent à très court terme la disparition de l'humanité, « Cela pourrait mettre deux ans, cela pourrait en mettre dix » affirme-t-il,.

## Publications
Les textes suivants de Eliezer Yudkowsky ont été publiés (en anglais) par le Machine Intelligence Research Institute :
- Creating Friendly AI (2001)
- Levels of Organization in General Intelligence (2002)
- Coherent Extrapolated Volition (2004)
- Timeless Decision Theory (2010)
- Complex Value Systems are Required to Realize Valuable Futures (2011)
- Tiling Agents for Self-Modifying AI, and the Löbian Obstacle (2013)
- A Comparison of Decision Algorithms on Newcomblike Problems (2013)